# Oedematopus vidua
Oedematopus vidua är en tvåvingeart som först beskrevs av Becker 1922.  Oedematopus vidua ingår i släktet Oedematopus och familjen styltflugor.
Artens utbredningsområde är Peru. Inga underarter finns listade i Catalogue of Life.